# Cronologia dos Jogos Olímpicos de Verão de 2012
Esta é uma cronologia dos destaques dos Jogos Olímpicos de Verão de 2012, em Londres, Reino Unido.

## Calendário
| ● | Cerimônia de abertura | ● | Competições | ● | Finais de competições | ● | Cerimônia de encerramento |

|                                        | Julho | Julho | Julho | Julho | Julho | Julho | Julho  | Agosto | Agosto | Agosto | Agosto | Agosto | Agosto | Agosto | Agosto | Agosto | Agosto | Agosto | Agosto | T   |
| 25                                     | 26    | 27    | 28    | 29    | 30    | 31    | 1      | 2      | 3      | 4      | 5      | 6      | 7      | 8      | 9      | 10     | 11     | 12     |        | T   |
| Qua                                    | Qui   | Sex   | Sáb   | Dom   | Seg   | Ter   | Qua    | Qui    | Sex    | Sáb    | Dom    | Seg    | Ter    | Qua    | Qui    | Sex    | Sáb    | Dom    |        | T   |
| -------------------------------------- | ----- | ----- | ----- | ----- | ----- | ----- | ------ | ------ | ------ | ------ | ------ | ------ | ------ | ------ | ------ | ------ | ------ | ------ | ------ | --- |
| Cerimônias · (abertura / encerramento) |       |       | ●     |       |       |       |        |        |        |        |        |        |        |        |        |        |        |        | ●      |     |
| Atletismo                              |       |       |       |       |       |       |        |        |        | 2      | 5      | 7      | 5      | 4      | 4      | 5      | 6      | 8      | 1      | 47  |
| Badminton                              |       |       |       | ●     | ●     | ●     | ●      | ●      | ●      | 1      | 2      | 2      |        |        |        |        |        |        |        | 5   |
| Basquetebol                            |       |       |       | ●     | ●     | ●     | ●      | ●      | ●      | ●      | ●      | ●      | ●      | ●      | ●      | ●      | ●      | 1      | 1      | 2   |
| Boxe                                   |       |       |       | ●     | ●     | ●     | ●      | ●      | ●      | ●      | ●      | ●      | ●      | ●      | ●      | 3      | ●      | 5      | 5      | 13  |
| Canoagem                               |       |       |       |       | ●     | ●     | 1      | 1      | 2      |        |        |        | ●      | ●      | 4      | 4      | ●      | 4      |        | 16  |
| Ciclismo                               |       |       |       | 1     | 1     |       |        | 2      | 2      | 2      | 1      | 1      | 1      | 3      | ●      | ●      | 2      | 1      | 1      | 18  |
| Esgrima                                |       |       |       | 1     | 1     | 1     | 1      | 2      | 1      | 1      | 1      | 1      |        |        |        |        |        |        |        | 10  |
| Futebol                                | ●     | ●     |       | ●     | ●     |       | ●      | ●      |        | ●      | ●      |        | ●      | ●      |        | 1      | ●      | 1      |        | 2   |
| Ginástica                              |       |       |       | ●     | ●     | 1     | 1      | 1      | 1      | 1      | 1      | 3      | 3      | 4      |        | ●      | ●      | 1      | 1      | 18  |
| Halterofilismo                         |       |       |       | 1     | 2     | 2     | 2      | 2      |        | 2      | 1      | 1      | 1      | 1      |        |        |        |        |        | 15  |
| Handebol                               |       |       |       | ●     | ●     | ●     | ●      | ●      | ●      | ●      | ●      | ●      | ●      | ●      | ●      | ●      | ●      | 1      | 1      | 2   |
| Hipismo                                |       |       |       | ●     | ●     | ●     | 2      |        | ●      | ●      | ●      | ●      | 1      | 1      | 2      |        |        |        |        | 6   |
| Hóquei sobre a grama                   |       |       |       |       | ●     | ●     | ●      | ●      | ●      | ●      | ●      | ●      | ●      | ●      | ●      | ●      | 1      | 1      |        | 2   |
| Judô                                   |       |       |       | 2     | 2     | 2     | 2      | 2      | 2      | 2      |        |        |        |        |        |        |        |        |        | 14  |
| Lutas                                  |       |       |       |       |       |       |        |        |        |        |        | 2      | 3      | 2      | 2      | 2      | 2      | 3      | 2      | 18  |
| Nado sincronizado                      |       |       |       |       |       |       |        |        |        |        |        | ●      | ●      | 1      |        | ●      | 1      |        |        | 2   |
| Natação                                |       |       |       | 4     | 4     | 4     | 4      | 4      | 4      | 4      | 4      |        |        |        |        | 1      | 1      |        |        | 34  |
| Pentatlo moderno                       |       |       |       |       |       |       |        |        |        |        |        |        |        |        |        |        |        | 1      | 1      | 2   |
| Polo aquático                          |       |       |       |       | ●     | ●     | ●      | ●      | ●      | ●      | ●      | ●      | ●      | ●      | ●      | 1      | ●      |        | 1      | 2   |
| Remo                                   |       |       |       | ●     | ●     | ●     | ●      | 3      | 3      | 4      | 4      |        |        |        |        |        |        |        |        | 14  |
| Saltos ornamentais                     |       |       |       |       | 1     | 1     | 1      | 1      |        | ●      | ●      | 1      | ●      | 1      | ●      | 1      | ●      | 1      |        | 8   |
| Taekwondo                              |       |       |       |       |       |       |        |        |        |        |        |        |        |        | 2      | 2      | 2      | 2      |        | 8   |
| Tênis                                  |       |       |       | ●     | ●     | ●     | ●      | ●      | ●      | ●      | 2      | 3      |        |        |        |        |        |        |        | 5   |
| Tênis de mesa                          |       |       |       | ●     | ●     | ●     | ●      | 1      | 1      | ●      | ●      | ●      | ●      | 1      | 1      |        |        |        |        | 4   |
| Tiro                                   |       |       |       | 2     | 2     | 1     | 1      | 1      | 1      | 2      | 2      | 1      | 2      |        |        |        |        |        |        | 15  |
| Tiro com arco                          |       |       | ●     | 1     | 1     | ●     | ●      | ●      | 1      | 1      |        |        |        |        |        |        |        |        |        | 4   |
| Triatlo                                |       |       |       |       |       |       |        |        |        |        | 1      |        |        | 1      |        |        |        |        |        | 2   |
| Vela                                   |       |       |       |       | ●     | ●     | ●      | ●      | ●      | ●      | ●      | 2      | 2      | 2      | 1      | 1      | 1      | 1      |        | 10  |
| Voleibol                               |       |       |       | ●     | ●     | ●     | ●      | ●      | ●      | ●      | ●      | ●      | ●      | ●      | 1      | 1      | ●      | 1      | 1      | 4   |
| Finais                                 |       |       |       | 12    | 14    | 12    | 15     | 20     | 18     | 22     | 25     | 23     | 18     | 21     | 17     | 22     | 16     | 32     | 15     | 302 |
|                                        | Qua   | Qui   | Sex   | Sáb   | Dom   | Seg   | Ter    | Qua    | Qui    | Sex    | Sáb    | Dom    | Seg    | Ter    | Qua    | Qui    | Sex    | Sáb    | Dom    |     |
| 25                                     | 26    | 27    | 28    | 29    | 30    | 31    | 1      | 2      | 3      | 4      | 5      | 6      | 7      | 8      | 9      | 10     | 11     | 12     |        |     |
| Julho                                  | Julho | Julho | Julho | Julho | Julho | Julho | Agosto | Agosto | Agosto | Agosto | Agosto | Agosto | Agosto | Agosto | Agosto | Agosto | Agosto | Agosto |        |     |

## 25 de julho
Futebol
- Os primeiros competições dos Jogos começam às 16:00 em horário local. Os primeiros eventos são as partidas do futebol feminino, com seis partidas da primeira fase.[1][2]
- A futebolista do Brasil, Cristiane torna-se a maior artilheira da história dos Jogos Olímpicos, ao marcar o seu 11º gol na competição.[3]

## 26 de julho
Futebol
- O torneio de futebol masculino começam com oito partidas, incluindo o Brasil do Grupo C.[2]

## 27 de julho
Cerimônia de abertura
- Os Jogos começam oficialmente com desfile na noite no Estádio Olímpico de Londres.[2]

## 28 de julho
Judô
- Sarah Menezes torna-se a primeira mulher brasileira no judô a conquistar uma medalha de ouro nos Jogos Olímpicos.[4][5]

Halterofilismo
- No evento de 77 kg masculino, Hysen Pulaku da Albânia é desclassificado após ser pego no exame anti-doping para a substância proibida stanozolol.[6]

## 29 de julho
Futebol
- O futebolista galês Ryan Giggs, titular da Seleção Britânica, estabelece dois recordes: o jogador mais velho a disputar o torneio olímpico de futebol e o mais velho a marcar um gol nessa competição, na partida contra os Emirados Árabes.[7]

## 31 de julho
Esgrima
- O esgrimista do Egito Alaaeldin Abouelkassem torna-se o primeiro africano a ganhar uma medalha olímpica na esgrima. É derrotado pelo chinês Lei Sheng e recebe uma medalha de prata no florete individual masculino.[8]

Hipismo
- A neta da rainha Elizabeth II, a amazona Zara Phillips, torna-se o primeiro membro da família real britânica a conquistar uma medalha em Jogos Olímpicos. Ela faz parte da equipe de hipismo da Grã-Bretanha que conquista a medalha de prata no concurso completo de equitação (CCE).[9]

Natação
- O nadador dos Estados Unidos Michael Phelps bateu o recorde que pertencia a ginasta soviética Larissa Latynina, e tornou-se o atleta olímpico mais laureado da história, com 19 medalhas.[10][11]

## 1 de agosto
Esgrima
- Ruben Limardo, da Venezuela, faz história ao tornar-se o primeiro esgrimista da América do Sul a conquistar a medalha de ouro olímpica desde 1968.[12][13]

## 2 de agosto
Esgrima
- A esgrimista italiana Valentina Vezzali entra para a história se tornando recordista de medalhas olímpicas na esgrima. Ela conquista sua sexta medalha de ouro ao vencer o campeonato por equipes no florete por equipes feminino.[14][15]

## 3 de agosto
Natação
- Michael Phelps, dos Estados Unidos, torna-se o primeiro nadador a conquistar o tricampeonato de um mesmo evento da natação dos Jogos.[16]

## 6 de agosto
Ginástica
- Arthur Zanetti torna-se o primeiro brasileiro e o primeiro latino-americano a conquistar uma medalha de ouro na categoria argolas, em provas de ginástica artística.[17][18][19]

## 11 de agosto
Futebol
- No torneio masculino, o México ganha a medalha de ouro pela primeira vez após vencer o Brasil por 2 a 1 em Wembley.[20]

Voleibol
- A Seleção Brasileira Feminina sagra-se bicampeã olímpica consecutiva ao vencer os Estados Unidos por 3 a 1 sets.[21]